# Sistema Electoral Colombiano
El Sistema Electoral Colombiano es el sistema de elección popular de miembros de partidos políticos colombianos a altos cargos gubernamentales. La organización electoral recae por mandato constitucional sobre el Consejo Nacional Electoral (CNE), organización que también está encargada de velar por el cumplimiento de las normas electorales establecidas en el Código Electoral Colombiano por Decreto 2241 de 1986 y la Registraduría Nacional del Estado Civil.

## Elección Presidencial
La elección del Presidente de Colombia se encuentra regulada por la Ley N.º 996 del 24 de noviembre de 2005 (Ley de garantías electorales) en conformidad con el artículo 152 literal f de la Constitución Política de Colombia y con el Acto Legislativo 02 de 2004.
Existe segunda vuelta electoral o balotaje, si no hay mayoría absoluta en la primera vuelta.

## Elección a cuerpos colegiados
Se utiliza el Sistema D'Hondt, con un umbral para el Senado del 3%.